# Summit (Dakota del Sur)
Summit es un pueblo ubicado en el condado de Roberts en el estado estadounidense de Dakota del Sur. En el Censo de 2010 tenía una población de 288 habitantes y una densidad poblacional de 198,57 personas por km².

## Geografía
Summit se encuentra ubicado en las coordenadas 45°18′21″N 97°2′22″O / 45.30583, -97.03944. Según la Oficina del Censo de los Estados Unidos, Summit tiene una superficie total de 1.45 km², de la cual 1.45 km² corresponden a tierra firme y (0%) 0 km² es agua.

## Demografía
Según el censo de 2010, había 288 personas residiendo en Summit. La densidad de población era de 198,57 hab./km². De los 288 habitantes, Summit estaba compuesto por el 63.54% blancos, el 0.35% eran afroamericanos, el 29.17% eran amerindios, el 0.35% eran asiáticos, el 0% eran isleños del Pacífico, el 0% eran de otras razas y el 6.6% pertenecían a dos o más razas. Del total de la población el 1.04% eran hispanos o latinos de cualquier raza.